# Округ Скенектади (Њујорк)
Округ Скенектади (енгл. Schenectady County) је округ у америчкој савезној држави Њујорк. По попису из 2010. године број становника је 154.727.

## Демографија
Према попису становништва из 2010. у округу је живело 154.727 становника, што је 8.172 (5,6%) становника више него 2000. године.
| Група             | 2000.           | 2010.           |
| Белци             | 126.538 (86,3%) | 119.409 (77,2%) |
| Афроамериканци    | 9.953 (6,8%)    | 14.710 (9,5%)   |
| Азијати           | 2.888 (2,0%)    | 4.960 (3,2%)    |
| Хиспаноамериканци | 4.639 (3,2%)    | 8.827 (5,7%)    |
| Укупно            | 146.555         | 154.727         |